# (20719) Velasco
(20719) Velasco (1999 XL99) – planetoida z pasa głównego asteroid okrążająca Słońce w ciągu 3,56 lat w średniej odległości 2,33 j.a. Odkryta 7 grudnia 1999 roku.